# خوان كارلوس إثبيسوا
خوان كارلوس إثبيسوا (بالإنجليزية: Juan Carlos Izpisua Belmonte)‏ (16 ديسمبر 1960 في إيين - ) صيدلي، وعالم كيمياء حيوية، وباحث من إسبانيا.

## الجوائز
- الدكتوراة الفخرية من جامعة غرناطة
- جائزة خيمينيث دياث العملية التذكارية
- الفريق الوطني الإسباني للعلوم
- الدكتوراه الفخرية من جامعة كاستيا لا مانشا  [لغات أخرى]‏[3]
- جائزة الرئيس للمهنة المبكرة للعلماء والمهندسين  [لغات أخرى]‏